# Genesis Nomad
Genesis Nomad (também conhecido como Sega Nomad) foi um console portátil lançado pela Sega em outubro de 1995 e que era uma variação do Mega Drive. Ele também possuía conectividade com a televisão a partir de cabos; e foi desenvolvido a partir do Mega Jet, uma versão portátil do console utilizado em aviões no Japão.
Foi lançado oficialmente somente nos Estados Unidos, chegando a ser vendido no Brasil por meio de importadoras. Durante a fase de produção, foi chamado de Projeto Vênus.

## Características
Nomad era uma versão portátil do console Mega Drive. Tinha uma tela LCD colorida de 320 × 224 pixels de 3,25 polegadas. Utilizava seis pilhas AA. Possuía saída A/V caso o usuário quisesse ligá-lo a uma televisão; e caso isso acontecesse, a tela do Nomad continuava a funcionar, permitindo que duas pessoas jogassem ao mesmo tempo, visto que o Nomad também possuía entrada para outro comando de controlo.

## Problemas
Apesar de ter uma boa tela, totalmente em cores, e contar com o grande acervo de jogos de Mega Drive, o Nomad não teve uma longa vida. Primeiramente, as pilhas eram consumidas muito rapidamente, durando apenas 90-160 minutos, o que tornava mantê-lo extremamente caro. A Sega vendia um pacote com pilhas recarregáveis em separado, mas era difícil encontrá-lo. Pilhas AA recarregáveis não eram recomendadas devido à diferença de voltagem (as pilhas Ni-Cd fornecem 1.2 em vez de 1.5 das alcalinas). E pilhas Ni-Mh não estavam disponíveis na época. Houve uma queda significante no preço, mas isso não impediu o fim da carreira do Nomad. Nessa época, já eram lançados o Sega Saturn, o Sony Playstation e o Nintendo 64.